# Azerbaiyán en los Juegos Olímpicos de Pekín 2022
Azerbaiyán estuvo representado en los Juegos Olímpicos de Pekín 2022 por dos deportistas, un hombre y una mujer, que compitieron en patinaje artístico sobre hielo.
El portador de la bandera en la ceremonia de apertura fue el patinador artístico Vladimir Litvintsev. El equipo olímpico azerbaiyano no obtuvo ninguna medalla en estos Juegos.